# Кюстенджа (окръг)
Окръг Кюстенджа или Окръг Констанца (Județul Constanța) e разположен в най-югоизточната част на Румъния. На север граничи с окръг Тулча, на юг – с румънско-българската граница, на запад – река Дунав го разделя от окръзите Кълъраш, Яломица и Браила, а на изток – с Черно море.
С площ от 7071,29 кв. км, Окръг Кюстенджа обхваща 2,97% от площта на Румъния, с което заема 7-о място сред окръзите по площ и 5-о по население. Населението му е 671 910 души (по приблизителна оценка от януари 2020 г.).

## Списък на населените места в окръг Кюстенджа

### Градски общини
- Кюстенджа
- Меджидия
- Мангалия

### Градове
- Беняса
- Ефорие
- Мурфатлар
- Нъводари
- Негру Вода
- Овидиу
- Текиргьол
- Хърсово
- Черна вода

### Селски общини
- 23 Аугуст
- Адамклиси
- Аджиджа
- Албещ
- Алиман
- Амзача
- Бъръгану
- Валу луй Траян
- Вултуру
- Гърличу
- Гиндърещ
- Градина
- Делени
- Добромир
- Думбръвени
- Индепенденца
- Йон Корвин
- Истрия
- Кастелу
- Кирноджени
- Кобадин
- Коджалак
- Комана
- Корбу
- Костинещ
- Круча
- Кумпена
- Куза Вода
- Лиману
- Липница
- Лумина
- Мерени
- Михай Витязу
- Михаил Когълничану
- Мирча Вода
- Николае Бълческу
- Олтина
- Остров
- Пантелеймон
- Печиняга
- Пещера
- Поарта Албъ
- Расово
- Салини
- Сараю
- Съчеле
- Сеймени
- Силища
- Търгушор
- Топалу
- Топраисар
- Тортоман
- Тузла
- Хория
- Фънтънеле
- Черкезу
- Чобану
- Чокърлия

### Морски курорти
- Мамая
- Олимп
- Нептун
- Жупитер
- Венус
- Сатурн
- Вама веке

## Транспорт
Окръгът има добре развита пътна и железопътна мрежа, речни пристанища (Черна вода, Хърсово, Меджидия, Басараби, Овидиу и Аджиджа), морски пристанища (Кюстенджа, Аджиджа, Мангалия и Мидия), международно летище („Михаил Когълничану“ в Констанца) и местно летище (край Тузла).